# Homebush Street Circuit
Das Homebush Street Circuit, auch bekannt als Sydney Olympic Park Street Circuit, war eine Motorsport-Rennstrecke im Sydney Olympic Park in Australien. Von der Eröffnung im Jahr 2009 bis zur Schließung im Jahr 2016 wurde der temporäre Stadtkurs 7 Jahre lang als Austragungsort des Saisonfinales der australischen Supercars Championship verwendet.

## Geschichte
Die ersten Pläne einen temporären Stadtkurs in Sydney zu errichten entstanden bereits im Jahr 2003, doch erst 2008 wurden diese konkret. Dank einer Vereinbarung mit der Supercars Championship wurde in diesem Jahr seitens der Regierung 30 Millionen Australische Dollar in den Bau der Strecke investiert.
Der Bau wurde von verschiedenen Seiten aus kritisch gesehen. Insbesondere die wirtschaftlichen, sozialen und ökologischen Konsequenzen wurden stark kritisiert. Unter anderem mussten 140 ältere Bäume für den Bau der Strecke gefällt und mehrere Kilometer neuer Asphalt verlegt werden. Dennoch wurde an dem originalen Plan festgehalten und die Strecke im Dezember mit einem ersten Supercars-Rennen eröffnet. Im Verlauf der ersten Rennen kam es dabei immer wieder zu größeren Unfällen, zum Beispiel im Jahr 2010 als fast das halbe Fahrerfeld aufgrund eines Regenschauers das Rennen aufgeben musste.
2013 wurde der Vertrag mit der Regierung um weitere drei Jahre verlängert, doch aufgrund der hohen Kosten und fallenden Zuschauerzahlen wurde entschieden ab 2016 keine Rennen mehr dort auszurichten. Vorschläge die Strecke zu verkürzen wurden nicht berücksichtigt.

## Strecke
Die Strecke wurde von dem ehemaligen Supercars-Rennfahrer Mark Skaife entworfen und nach seinen Vorstellungen gebaut. Sie wurde schnell als besonders herausfordernd bekannt da sie aus schnellen und langsamen Kurven bestand die auf teilweise sehr breite aber auch sehr schmale Geraden führten, deren Streckenbegrenzungen wenig Spielraum für Fahrfehler boten.